# 森下 (江東區)
森下（日语：／ Morishita */?）是東京都江東區的地名。郵遞區號為135-0004。

## 地理
位於東京都江東區北部，屬深川地域。北鄰墨田區菊川，東接猿江，南連白河，西通高橋、常盤及新大橋。町域東邊有大橫川，南邊有小名木川。

## 歷史
過去屬深川村，江戶時代前期（1660年左右）開始發展。現在與周邊一樣為住宅地、[商業地，但過去曾是簡易住宿街，聚集許多日雇勞動者。森下三丁目設有木場公共職業安定所深川勞動出張所。深川勞動出張所周圍的商業旅館是從過去的簡易住宿所演變而來。

### 地名由來
此地的酒井左衛門尉下屋敷樹林茂密、周圍的町屋像在森林下而稱作森下。

## 交通

### 鐵路
- 都營地下鐵新宿線 ○森下站
- 都營地下鐵大江戶線 ○森下站

### 巴士
町域內有「森下站前」、「新大橋」、「森下五丁目」等巴士站。以下路線由東京都交通局運行。
- 急行06系統（清澄通）
- 業10系統（三目通）
- 錦11系統（新大橋通）
- 門33系統（清澄通）

### 道路、橋梁
道路
- 東京都道、千葉縣道50號東京市川線（新大橋通）
- 東京都道319號環狀三號線（三目通）
- 東京都道463號上野月島線（清澄通）
- 高橋夜店通

橋梁
- 大橫川
  - 猿江橋
- 小名木川
  - 新高橋
  - 大富橋
  - 東深川橋
  - 西深川橋

## 設施
- 江東區立深川第一中學校
- 東京都立墨田工業高等學校

## 備註
1. ↑  江東区の世帯と人口（住民基本台帳による） 区民部区民課 平成25年8月1日現在[永久]
2. ↑  江東區の地名由来-江東區地域振興部文化観光課文化財係 的存檔，存档日期2013-07-19.，2012年5月30日閲覧。

## 外部連結
- 江東區官方網站 （页面存档备份，存于）